# Vogal anterior semifechada arredondada
A vogal anterior semifechada arredondada é um tipo de som vocálico usado em algumas línguas, o símbolo usado no Alfabeto Fonético Internacional para representar este som é ⟨ø⟩, um o minúsculo atravessado por um risco diagonal derivado do alfabeto dinamarquês, feroês e norueguês. onde é usado para representar este som. No X-SAMPA sua representação é ⟨2⟩.

## Características
- É uma vogal anterior porque  sua articulação se situa na parte mais à frente da boca possível sem formar uma constrição que a classificaria como consoante.
- É uma vogal semifechada porque a língua é posicionada a dois terços do percurso entre entre uma vogal fechada e uma vogal média.
- É uma vogal arredondada porque os lábios são arredondados e a sua superfície interior, exposta.

## Ocorrências
| Idioma      | Palavra  | AFI       | Significado | Notas                                                                                     |
| ----------- | -------- | --------- | ----------- | ----------------------------------------------------------------------------------------- |
| Alemão      | schön    | [ʃø̞̈ːn]    | lindo       | Centralizada. Ver fonologia do alemão                                                     |
| Coreano     | 쇠 (soe) | [søː]]    | ouro        | Somente falantes mais antigos. Pronunciada como o ditongo [we] no coreano padrão moderno. |
| Dinamarquês | købe     | [ˈkʰøːb̥ə] | compra      |                                                                                           |
| Feroês      | øl       | [øːl]     | cerveja     |                                                                                           |
| Francês     | peu      | [pø]      | pouco       | Ver fonologia do francês.                                                                 |
| Húngaro     | nő       | [nø̈ː]     | mulher      | Centralizada.                                                                             |
| Norueguês   | søt      | [søːt]    | doce        |                                                                                           |
| Sueco       | öl       | [ø̈ːl]     | cerveja     | Centralizada.                                                                             |